# Mine de Lazy
 (mars 2025).
La mine de Lazy est une mine souterraine de charbon située en République tchèque. La mine a abrité la société minière de OKD, elle a annoncé la fin de ses activités minières en 2020. Cet événement fit perdre 250 emplois dans la mine. Cependant, de 2020 à la fin de 2023, OKD prévoit de conserver 100 de ses employés (sur les 350 employés de 2020) pour le traitement de la liquidation et d’autres service en surface. 